# Celebrante
Il prete celebrante è un ministro del culto della Chiesa cattolica che celebra il Sacramento dell'Eucaristia nel rito della Messa.

## Caratteristiche
Gli unici ministri della Chiesa Cattolica che possono celebrare la Messa sono i sacerdoti, ovvero chiunque abbia ricevuto il Sacramento dell'Ordine sacro e che abbia raggiunto almeno il grado del presbiterato. Nessun altro ministro della Chiesa può celebrare l'Eucaristia. I diaconi, che hanno ricevuto l'Ordine sacro nel grado del diaconato, pur potendo amministrare alcune funzioni tipiche del prete, non possono celebrare la Messa e quindi il sacramento dell'Eucaristia.